# لیار
لیار (به لاتین: Lliar) یک روستا در آلبانی است.